# Óföldeák
Óföldeák es un pueblo húngaro perteneciente al distrito de Makó en el condado de Csongrád, con una población en 2012 de 451 habitantes.
Se conoce la existencia de la localidad desde 1332, cuando se menciona en un documento papal. La localidad original fue destruida en las invasiones turcas de finales del siglo XVI y no se repobló hasta 1723. En 1845 sufrió una grave inundación como consecuencia del aumento de caudal de los ríos Maros y Tisza, por lo que la ubicación actual del pueblo está desplazada respecto al asentamiento original. Es una localidad étnicamente homogénea, donde casi todos los habitantes son magiares. Desde el punto de vista confesional, algo más de la mitad de la población se declara católica, habiendo en el pueblo minorías de protestantes y aconfesionales.
Se ubica unos 5 km al noroeste de la capital distrital Makó, separado de la ciudad por la carretera M43 que une Szeged con Arad.